# Закони Японії
Закони Японії (яп. 日本の法律, にっぽんのほうりつ, ніппон но хоріцу)
- () — скорочена назва
- ※ — скасований, втратив чинність
- △ — чинність призупинена, або фактично не діє

## Новий і новітній період

### Конституційне право
- Конституція Японії
- ※ Конституція Японської імперії (1889 — 1947)
- Закон Японії про Імператорський дім
- Закон Японії про національний прапор і національний гімн (Закон про національні прапор і гімн)
- Закон Японії про національні свята (Закон про свята)
- Закон Японії про Парламент

### Адміністративне право
- Закон Японії про Кабінет Міністрів
- Закон Японії про заснування Адміністрації Кабінету Міністрів
- Закон Японії про заснування Міністерства оборони

#### Військове право
- Закон Японії про Сили Самооборони
- ※ Указ про військову повинність (1873 — 1927)

### Цивільне право
- ※ Указ про зачіски та мечі (1871 — 1947)
- ※ Указ про заборону мечів (1876 — 1947)

## Домодерний період
- Кодекс Тайхо (701 —757)
- Кодекс Йоро (757 — 10 століття)
- Закон про видачу земельних наділів (690 — 10 століття)
- Закон про довічну приватизацію цілини (743 — 10 століття)
- Список покарань (1232 — 14 століття)
- Список Кемму (1336 — 1338)
- Удільні закони (15 — 16 століття)
- Закон вирішення за домовленістю (1661 — 1729)
- Затверджені положення про судочинство (1742 — 19 століття)